# Cricket aux Jeux olympiques
 (décembre 2022).
L'unique épreuve de cricket aux Jeux olympiques s'est déroulée en 1900 à Paris, avec deux équipes masculines engagées, opposées au cours d'un seul match. La Grande-Bretagne est officiellement créditée de la victoire face à la France, même si la rencontre, organisée dans le cadre de l'Exposition universelle de 1900, a opposé sur le terrain les joueurs d'un club anglais aux membres majoritairement britanniques de deux clubs parisiens.

## Historique

### 1896: un rendez-vous manqué
Le cricket figure au programme des Jeux de 1896, à Athènes, publié l'année précédente. Il est classé dans les « Jeux athlétiques » avec le « lawn tennis » et doit être organisé « selon les règlements du Marylebone Cricket Club ». Le Comité international des Jeux olympiques envisage la participation d'équipes venant de Malte et de Corfou, ce qui lui fait espérer un nombre suffisant de participants. Finalement, faute de participants, l'épreuve n'est pas organisée.

### 1900: l'unique apparition

#### Organisation

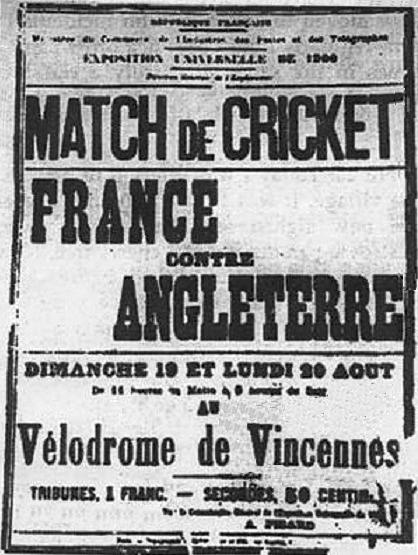
Affiche du match de 1900.

En 1900, les Jeux olympiques sont organisés sous le nom de « Concours internationaux d'exercices physiques et de sports », dans le cadre de l'exposition universelle de 1900, à Paris. Il est fait rarement référence au terme « Olympique » à cette époque. L'Union des sociétés françaises de sports athlétiques (USFSA) est chargée de l'organisation des « Jeux athlétiques ». Le 27 mai 1899, la commission chargée de l'organisation de ces Jeux athlétiques désigne quinze activités qu'elle souhaite voir pratiquer au concours. Le cricket en fait partie.
Le concours est réservé aux amateurs. Quatre équipes s'inscrivent, et le programme des concours prévoit trois matchs, tous organisés au Vélodrome de Vincennes, et voient l'équipe française devoir affronter successivement l'équipe belge les 4 et 5 août, l'équipe hollandaise les 11 et 12 août, et l'équipe anglaise les 19 et 20 août. Il n'y a pas de droit d'engagement, et pour chaque match, l'équipe victorieuse doit recevoir un objet d'art et tous les joueurs se verront remettre un souvenir.
Cependant, les Pays-Bas et la Belgique n'inscrivent finalement pas d'équipe : un temps évoquée, la coorganisation du concours avec ces deux nations n'a pas lieu et elles ne présentent pas d'équipe aux épreuves de cricket, ce qui ne laisse qu'un match à jouer. Les minutes de la réunion du 16 juillet de la fédération néerlandaise de cricket précisent que l'invitation à participer au concours est déclinée faute de moyens financiers.

#### Le match

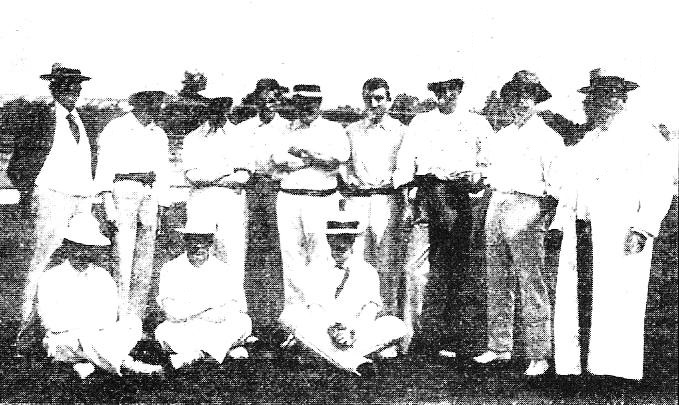
L'équipe « française », représentant l'USFSA, est composée en majorité d'expatriés britanniques (le français H. F. Roques est le 5e en partant de la gauche, debout).

À la suite du forfait de la Belgique et des Pays-Bas, un seul match de cricket est prévu au programme des Jeux de 1900, entre l'équipe française et l'équipe anglaise. L'équipe française, ou plutôt l'« équipe de Paris » est formée de joueurs recrutés dans les clubs affiliés à l'USFSA. La plupart de ses membres sont anglais, et viennent soit de The Albion Cricket Club, champion de France USFSA en titre, soit du Standard Athletic Club. C'est pour ce motif qu'en 2021 le CIO décernera rétrospectivement à l'Équipe mixte la médaille d'argent donnée à l'origine à la délégation française .
L'équipe anglaise n'est pas non plus une sélection nationale. Ce sont les joueurs du Devon and Somerset Wanderers, qui effectuent une tournée de trois matchs en France. Ils arrivent la veille de la confrontation à Paris. Seuls deux d'entre eux, Alfred Bowerman et Montagu Toller, ont connu et connaîtront le haut niveau en Angleterre, mais n'ont chacun joué qu'une poignée de matchs de cricket « première classe » avec le Somerset.
Le match se tient au Vélodrome de Vincennes les 19 et 20 août. La Vie Au Grand Air, publication officielle des Jeux, décrit le cricket comme un sport obscur pour les initiés, et le public est constitué de quelques gendarmes. Les capitaines des deux équipes s'accordent pour faire jouer douze joueurs par formation plutôt que les onze préconisés par les lois du cricket.
Chaque équipe a deux manches pour marquer, et l'équipe anglaise bat facilement l'équipe française. À la batte en premier, elle marque 117 courses dans sa première manche, auxquels les « Français » répondent par 78 courses. Les Anglais marquent ensuite 145 courses pour cinq éliminés dans le temps qui leur est imparti, et l'équipe française ne réussit à marquer que 26 courses dans sa seconde manche.
| Manche                                                | Équipe                 | Score | Meilleur batteur      | Meilleur lanceur adverse |
| ----------------------------------------------------- | ---------------------- | ----- | --------------------- | ------------------------ |
| 1                                                     | Devon County Wanderers | 117   | Frederick Cuming (38) | W. Andersen (4/?)        |
| 2                                                     | U.S.F.S.A              | 78    | J Braid (25)          | FW Christian (7/?)       |
| 3                                                     | Devon County Wanderers | 145/5 | Alfred Bowerman (59)  | F. Roques (3/?)          |
| 4                                                     | U.S.F.S.A              | 26    | W. Andersen (8)       | Montagu Toller (7/9)     |
| Devon County Wanderers bat U.S.F.S.A par 158 courses. |                        |       |                       |                          |

Aucun des joueurs ne sait alors qu'il a participé aux Jeux olympiques, mais l'épreuve sera officiellement reconnue par le Comité international olympique en 1912. Grande-Bretagne et France sont créditées chacune du titre de championne et vice-championne olympique respectivement.

#### Les «médaillés»
| Équipe                       | Joueurs |
| ---------------------------- | --- |
| Devon and Somerset Wanderers | Charles Beachcroft (c), Arthur Birkett, John Symes, Frederick Cuming, Montagu Toller, Alfred Bowerman, Alfred Powlesland, William Donne, Frederick Christian, George Buckley, Francis Burchell, Harry Corner |
| Équipe mixte (U.S.F.S.A)     | Timothée Jordan, Alfred Schneidau, Robert Horne, Henry Terry, F. Roques, William Anderson, Douglas Robinson, William Attrill, William Browning, Arthur McEvoy, Philip Tomalin (c), John Braid                |

### Disparition du programme olympique
Le cricket figure au programme des Jeux de 1904, à Saint-Louis aux États-Unis, mais aucune épreuve n'est finalement organisée. En 1905, le Comité international olympique, en visite à Londres, assiste à une rencontre entre le Middlesex et l'Afrique du Sud. En 1908, les Jeux doivent avoir lieu à Rome. Les organisateurs prévoient une épreuve de cricket qui doit avoir lieu à la Villa Borghèse. Mais l'éruption du Vésuve, en 1906, conduit le gouvernement italien, qui a besoin de fonds pour reconstruire la zone sinistrée, à demander la ré-attribution des Jeux à une autre ville. Londres les obtient. Le président du comité organisateur de ces Jeux de 1908 est Lord Desborough. Il a joué au cricket pour la Harrow School et devient président du Marylebone Cricket Club en 1911. Malgré cela, le cricket ne figure pas au programme des Jeux de Londres : des discussions sur son inclusion restent sans suite.

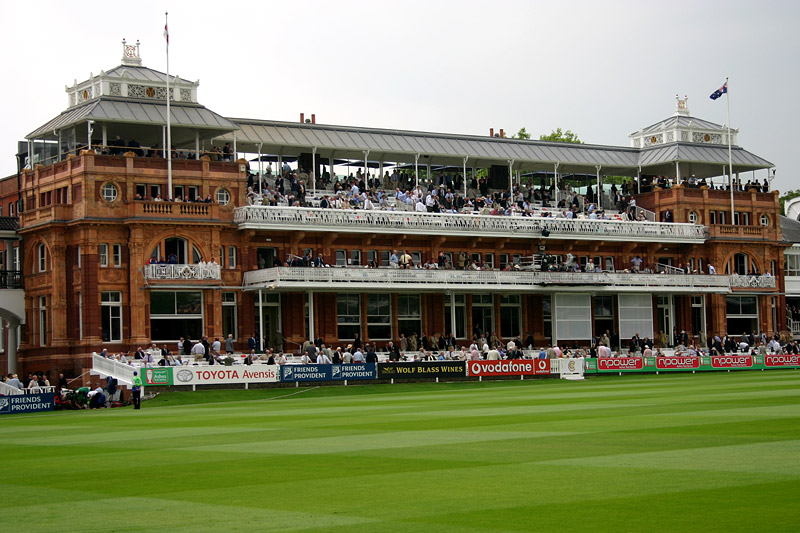
Lord's est stade olympique en 2012... mais accueille du tir à l'arc.

Si aucune épreuve de cricket n'a été disputée aux Jeux olympiques depuis l'unique match de 1900, deux stades utilisés pour le Test cricket ont connu l'honneur d'accueillir des épreuves olympiques : des épreuves des Jeux de Melbourne de 1956 se sont disputés au Melbourne Cricket Ground et des matchs de football ont eu lieu au 'Gabba de Brisbane. Ils sont rejoints par Lord's en 2012 : la « Maison du Cricket » accueille les épreuves de tir à l'arc des Jeux de Londres.
De même, quelques joueurs de cricket ont réussi à briller dans d'autres épreuves. Johnny Douglas, notamment, obtient une médaille d'or en boxe en 1908 avant de devenir capitaine de l'équipe d'Angleterre.
Le cricket est rarement apparu dans des compétitions omnisports : une épreuve a été organisée aux Jeux du Commonwealth de 1998 en Malaisie et, alors qu'il devait y avoir une compétition de cricket aux Jeux asiatiques de 2006, celle-ci a été annulée. Une épreuve est prévue lors des Jeux asiatiques de 2010, en Chine.

### Retour aux Jeux
La fédération internationale de cricket, l'International Cricket Council (ICC), signe le Code mondial antidopage de l'Agence mondiale antidopage en 2006, un préalable à ce que le sport soit reconnu par le Comité international olympique (CIO). Le cricket est reconnu par le CIO depuis fin 2007, statut qui lui est accordé pour deux ans, six ans après que l'ICC a posé la candidature du cricket comme sport reconnu par le CIO. Cependant, cela n'implique pas automatiquement que le cricket redeviendra sport olympique. Le retour du cricket sur la scène olympique, sous la forme Twenty20, est un objectif de l'ICC mais n'est pas possible avant 2020. La fédération anglo-galloise, l'England and Wales Cricket Board a déjà fait du lobbying en 2004 en espérant l'inclusion du cricket au programme de futurs Jeux.
France Cricket annonce en avril 2009 son intention de jouer en 2012 en France à Paris ou à Lille, avant les JO de Londres 2012, la revanche des JO de Paris 1900 face à l'Angleterre afin de (re)lancer le cricket en France et d'appuyer le retour du Cricket aux Jeux olympiques. « Plus qu’une revanche, il s’agit surtout d’organiser un événement phare pour véhiculer l’image du Cricket en France » expliquait Tony Banton, Président de France Cricket et du Lille Cricket Club. Le Conseil international du cricket n'était lui pas forcément favorable au retour aux Jeux
L'ICC s'est ensuite lancé pour devenir un sport reconnu par le Comité International Olympique en reprenant les cricket féminin en 2005 puis en adoptant le code antidopage conforme à l'AMA en 2006 : CIO accorde le statut de sport olympiques en décembre 2007.
L'ICC lance une campagne officielle pour les Jeux olympiques d'été de 2028 en proposant le format Twenty20, version beaucoup plus courte des matchs de cricket traditionnels (3 heures au lieu de plusieurs jours) et pratiqué notamment par les femmes. En août 2022, le cricket fait partie d'une liste restreinte de neuf sports à inclure dans les jeux, avec des présentations qui devraient être faites plus tard ce mois-là. Le 9 octobre 2023, LA 2028 propose 5 sports : Baseball/Softball, Cricket, Lacrosse (6x6), Flag Football et Squash. Le sport n'est pas forcément populaire aux États-Unis mais il est très largement diffusé notamment Inde, superpuissance du cricket, ainsi que d'autres anciennes colonies britannique (Australie, Nouvelle-Zélande, Pakistan, Afrique du Sud, Sri Lanka et Antilles).
La décision a été entérinée par la 141e session du CIO.

### 2028: Jeux olympiques de Los Angeles
Le format proposé par la fédération est un enchaînement entre les deux tournois, masculins et féminins, avec deux groupes de trois équipes pour les qualifications suivi d'une phase avec les demi-finales avec les deux meilleures équipes de chaque groupe.

## Palmarès
| Année | Ville | Médaille d'or | Médaille d'argent | Médaille de bronze |
| ----- | ----- | ------------- | ----------------- | ------------------ |
| 1900  | Paris | Royaume-Uni   | Équipe mixte      | -                  |